# Дубенки (сільське поселення Труслейське)
Дубенки (рос. Дубенки) — роз'їзд в Інзенському районі Ульяновської області Російської Федерації.
Населення становить 82 особи. Входить до складу муніципального утворення Труслейське сільське поселення.

## Історія
Від 2004 року входить до складу муніципального утворення Труслейське сільське поселення.

## Населення
| 2010 |
| ---- |
| 82   |